# Kampfgeschwader 50
Kampfgeschwader 50 foi uma unidade aérea da Luftwaffe que prestou serviço durante a Segunda Guerra Mundial. Foi equipada com bombardeiros pesados Heinkel He 177, e a sua função era a de testar e avaliar a aeronave. No final da 1942, com o agravamento da Batalha de Stalingrado, a unidade foi forçada a usar os bombardeiros como aeronaves de transporte, função que se revelou fatal para a aeronave. Na descolagem da primeira, na primeira missão, a aeronave sofreu um acidente. A unidade mudou então a sua função para bombardeamentos estratégicos, voando apenas 13 missões e perdendo mais aeronaves no decorrer das missões.
Em Janeiro de 1943 as restantes aeronaves foram equipadas com mísseis Hs 293 e começaram a desempenhar missões antinavio.

## Comandantes[1][2]
- Kurt Scheede, Julho de 1942 - 16 de Janeiro de 1943
- Heinrich Schlosser, Janeiro de 1943 - Outubro de 1943